# Aanval op Batavia
De aanval op Batavia in 1806 was een Engelse nautische aanval op de Hollandse schepen gelegen in Batavia, op dat moment in handen van de Franse vazalstaat Holland. Het gevecht maakte deel uit van de napoleontische oorlogen. Engeland had vier linieschepen, twee fregatten en een brik ingezet, die onder leiding stonden van Edward Pellew. Het doel van de Engelse aanval was om de Hollandse linieschepen te vernietigen, maar deze waren door Hartsink eerder al richting Gresik in het oosten van Java gestuurd. Het achtergebleven Hollandse fregat Phoenix werd samen met acht kleinere oorlogsschepen in brand gestoken. Voor de winter keerden de Engelse schepen terug naar Chennai, maar kwamen het jaar erop terug om de Hollandse linieschepen uit te schakelen. Hierdoor zou Engeland een vrije doortocht door de Straat van Malakka krijgen, de belangrijkste zeeroute naar China, en minder last ondervinden van de uitvallen van schepen vanaf Java. Daardoor kwam het in 1807 wederom tot een confrontatie tussen de Engelse en Hollandse schepen tijdens de aanval op Gresik.